# Episodi di Peak Practice (terza stagione)
La terza stagione della serie televisiva Peak Practice è stata trasmessa in anteprima nel Regno Unito dalla Independent Television tra il 31 gennaio 1995 e il 16 maggio 1995.
| nº | Titolo originale               | Titolo italiano | Prima TV UK      | Prima TV Italia |
| -- | ------------------------------ | --------------- | ---------------- | --------------- |
| 1  | Light at the End of the Tunnel |                 | 31 gennaio 1995  |                 |
| 2  | Tender                         |                 | 7 febbraio 1995  |                 |
| 3  | Coming Out                     |                 | 14 febbraio 1995 |                 |
| 4  | Losing Out                     |                 | 28 febbraio 1995 |                 |
| 5  | To Have and to Hold            |                 | 7 marzo 1995     |                 |
| 6  | Fighting Chance                |                 | 14 marzo 1995    |                 |
| 7  | Family Ties                    |                 | 21 febbraio 1995 |                 |
| 8  | Ill Wind                       |                 | 28 marzo 1995    |                 |
| 9  | A Normal Life                  |                 | 4 aprile 1995    |                 |
| 10 | Walking Away                   |                 | 11 aprile 1995   |                 |
| 11 | Bedside Manners                |                 | 18 aprile 1995   |                 |
| 12 | Giving Up                      |                 | 25 aprile 1995   |                 |
| 13 | Nobody's Fault                 |                 | 2 maggio 1995    |                 |
| 14 | Life and Soul                  |                 | 9 maggio 1995    |                 |
| 15 | Other Lives                    |                 | 16 maggio 1995   |                 |